# 発光効率
発光効率（はっこうこうりつ、英語: luminous efficacy）とは、光源の効率を表すもので、ランプ効率とも呼ばれる。

## 単位
単位電力あたりの全光束　lm/W （ルーメン毎ワット）で現す。単位の定義とエネルギー保存の法則により発光効率が 683 lm/W を超えることはない。

## 概要
発光効率はある照明機器が一定のエネルギーでどれだけ明るくできるかを表す指標である。人間の目は同じエネルギーの光でも波長によって明るさが変わるため、波長ごとに比視感度で重みづけされている。
人間の目は緑色-燈色付近の波長を明るく感じやすく、また、網膜にある三原色をそれぞれ感じる錐体の分光感度も緑の錐体と赤の錐体の感度が燈色付近で大きくオーバーラップしているため、同じエネルギーを出す光源でも、緑色-燈色光源の方が視感度上から発光効率が高くなる結果になる。ナトリウムランプ、高圧ナトリウムランプの発光効率が高くなっているのはこのような理由による。単位の定義上最大値となる 683 lm/W は緑色単色光源によってしか実現できない。白色光源は視感度の低い赤色や青色などをふくまなければならないため、仮に全エネルギーを可視光にできたとしても 683 lm/W よりも大幅に小さい値となる。

### 擬似白色
目の赤-緑錐体の視感度のオーバーラップを利用して、黄色の波長にスペクトルを集中した光を使うと一つの波長の光で赤と緑の両方の錐体に感受させることができる。これに青を加えると、実際には青と黄色との二つの波長の2原色しかなくても、人間の目には青、緑、赤の光を感じたことと同じ結果になり、白色を得ることができる。これを擬似白色という。赤と緑に別々のエネルギーを必要としないので、少ないエネルギーで視感度上は相当に発光効率の良い光源を得ることができる。擬似白色のスペクトルは概ね2原色なので、被照体の色は太陽光下における色とは相当に異なる結果となるが、色彩の正確さをさほど必要としない照明用途においては有効である。この原理を利用して少ないエネルギーで高い発光効率を得ているものが青黄色系の擬似白色発光ダイオードである。なお、擬似白色というものは必ずしも青黄色の2原色を意味するものではなく、蛍光体から発せられる赤から緑に至る様々な波長の混合が結果的に黄色に見える黄色光とダイオード自体から発せられる青色光を混合して擬似白色光を得るもの一般を言うが、人間の目にとって100 lm/Wを超えるような特に明るく見えるものは黄色光のスペクトルを強くしたものである。

## いろいろな光源の効率
主な光源の発光効率を示すと以下のようになる。
なお、これらはランプ部分のみの電力→光出力変換効率であり、蛍光灯や放電ランプで必要となる安定器や、発光ダイオードで必要となる定電流駆動回路で生ずる損失を含まない事に注意。LEDの発光効率は投入電力が大きくなると低下する傾向にあり、発光効率を競うために微小電力で測定しているものもあるため、単純に発光効率の数字のみ比較し優劣を付けることにあまり意味はない。
| タイプ                  | 光源                    | 発光効率/(lm/W) | エネルギー 変換効率 | 備考                                                              |
| ----------------------- | ----------------------- | --------------- | ------------------- | ----------------------------------------------------------------- |
| 燃焼                    | ロウソク                | 0.3             | 0.04 %              | 英語版より                                                        |
| 燃焼                    | 白熱ガス灯              | 1 – 2           | 0.15 – 0.3 %        | 英語版より                                                        |
| 白熱電球                | 5 W ナツメ球            | 2 – 4           | 0.3 – 0.6 %         | 常夜灯は点灯時間が長いため、 暗くすることで長寿命の設計にしている |
| 白熱電球                | 40 W                    | 11 – 13         | 1.6 – 1.9 %         |                                                                   |
| 白熱電球                | 100 W                   | 16 – 18         | 2.3 – 2.6 %         |                                                                   |
| 白熱電球                | ハロゲンランプ          | 20              | 2.9 %               |                                                                   |
| 白熱電球                | 撮影・投映用ランプ      | 35              | 5.1 %               | 英語版より                                                        |
| 蛍光灯                  | 熱陰極型蛍光管          | 40 – 110        | 5.9 – 16.1 %        |                                                                   |
| 発光 ダイオード LED照明 | 擬似白色（青黄色系）LED | 30 – 170        | 4.4 – 24.8 %        | 249 lm/W程度まで開発中                                            |
| 発光 ダイオード LED照明 | 擬似白色パワーLED       | 100 – 200       | 14.6 – 29.2 %       |                                                                   |
| 発光 ダイオード LED照明 | 高演色性白色LED         | 20 – 160        | 2.9 – 23.4 %        |                                                                   |
| 発光 ダイオード LED照明 | RGB白色LED              | 20 – 24         | 2.9 – 3.5 %         |                                                                   |
| 発光 ダイオード LED照明 | 理論値                  | 260 – 300       | 38.1 – 43.9 %       | 英語版より                                                        |
| 放電ランプ              | 高圧水銀ランプ          | 50              | 7.3 %               |                                                                   |
| 放電ランプ              | 高圧蛍光水銀ランプ      | 40 – 50         | 5.9 – 7.3 %         |                                                                   |
| 放電ランプ              | キセノンランプ          | 25 – 35         | 3.7 – 5.1 %         |                                                                   |
| 放電ランプ              | メタルハライドランプ    | 60 – 130        | 8.8 – 19.0 %        |                                                                   |
| 放電ランプ              | 低圧ナトリウムランプ    | 120 – 180       | 17.5 – 26.3 %       |                                                                   |
| 放電ランプ              | 高圧ナトリウムランプ    | 110 – 130       | 16.1 – 19.0 %       |                                                                   |

## 光の単位
以下の光の単位は一般には光源のおおまかなカテゴリごとの性能を比較する際によく用いられる。
| 測光量         | SI単位                                 | SI単位 | 備考                         |
| 測光量         | 名称                                   | 記号   | 備考                         |
| -------------- | -------------------------------------- | ------ | ---------------------------- |
| 光度エネルギー | ルーメン秒                             | lm⋅s   | 放射量における放射エネルギー |
| 光束           | ルーメン（またはカンデラステラジアン） | lm     | 放射量における放射束         |
| 光度           | カンデラ                               | cd     | 放射量における放射強度       |
| 輝度           | カンデラ毎平方メートル                 | cd/m2  | 放射量における放射輝度       |
| 照度           | ルクス（またはルーメン毎平方メートル） | lx     | 放射量における放射照度       |
| 光束発散度     | ルクス（またはルーメン毎平方メートル） | lx     | 放射量における放射発散度     |
| 視感効果度     | ルーメン毎ワット                       | lm/W   |                              |
| 発光効率       | ルーメン毎ワット                       | lm/W   | ランプ効率とも呼ぶ           |